# 노드메이슨
주식회사 노드메이슨(영어: Nordmason)은 대한민국의 화장품 기업이다.

## 역사
2013년 8월 설립되었고, 2015년 12월 브랜드 ‘헉슬리/Huxley’ 브랜드를 런칭하였다.